# Popovice (Zlín)
Popovice (in tedesco Popowitz) è un comune della Repubblica Ceca facente parte del distretto di Uherské Hradiště, nella regione di Zlín.